# 日本薬科大学
日本薬科大学（にほんやっかだいがく、英語: Nihon Pharmaceutical University）は、日本の関東地方にある私立大学。
埼玉県北足立郡伊奈町に本部を置き、学校法人都築学園によって運営されている。

## 概要
都築学園グループが設置する薬科大学としては2校目で、第一薬科大学開学以来およそ45年ぶりの開校となる。日本で初めて漢方医学に特化した漢方薬学科を設置したことで注目を集めた。西洋医学と東洋医学を融合した「統合医療の実現」を教育理念として掲げており、大学内に臨床薬学教育センターを設置している（さいたまキャンパス）。また、学内に様々な生薬標本や東洋医学・漢方医学の資料などを展示している「漢方資料館」が置かれ、一般開放もされている。薬学部健康薬学コースは、NR・サプリメントアドバイザー養成講座の指定校となっている。
2011年（平成23年）には、医療と経済を繋ぐ新しい教育を掲げ「医療ビジネス薬科学科」を東京都文京区御茶ノ水に設置した。2013年（平成25年）には、「医療ビジネス薬科学科」にビジネス薬学コース、情報薬学コース、スポーツ薬学コースを設置、2021年（令和2年）度に栄養薬学コースを開設、2023年（令和5年）度に韓国薬学コースを開設し、ビジネス薬学コース、情報薬学コース、韓国薬学コースをお茶の水キャンパスに置き、スポーツ薬学コース・栄養薬学コースはさいたまキャンパスに置いた。平成31年（2019年）より、星槎大学との連携により中・高等学校「保健体育」の教員免許の取得が可能となった。また、令和6年（2024年）より、中・高等学校「理科」の教員免許の取得も可能となった。

### さいたまキャンパス
薬学科（6年制：健康・漢方・医療薬学コース）、医療ビジネス薬科学科（4年制：スポーツ薬学コース・栄養薬学コース）に所属する学生が過ごすキャンパスである。国際電信電話（現・KDDI）の研修センターであった敷地を取得・改修し、開学された。キャンパスのおよそ四分の一が木々に覆われ、自然を感じることができるのが特徴である。2010年（平成22年）度までは学科として、疾病の予防や生活習慣病、アレルギーやサプリメント等を追求する「健康薬学科」、臨床の場での対患者・対薬品を中心に深く学ぶ「医療薬学科」、漢方医学の特色やテーラーメイド医療、予防医学等を学ぶ「漢方薬学科」と、他の大学とは異なった学科が存在していた。特に健康薬学科と漢方薬学科は、横浜薬科大学と日本薬科大学にのみ存在する学科であった。なお、2011年（平成23年）度に以上の学科を改組統合して「薬学科」を設置した。また、それぞれの学科はコースへと変わった。

### お茶の水キャンパス
医療ビジネス薬科学科（4年制：ビジネス薬学・情報薬学コース・韓国薬学コース）に所属する学生が過ごす東京都心部のキャンパス。運営元である都築学園が所有する専門学校お茶の水外語学院の校舎施設を改修し、平成23年度（2011年度）に設置された。キャンパス名は「お茶の水」であるが、住所としては湯島である。御茶ノ水駅と上野駅のほぼ中間に位置し、交通の便が良いことが特徴である。また、東京都文京区は、多くの大学病院や医療関連産業の会社が集結しているので、インターンシップや就職に有利な場所である。

### 建学の精神
生命にとって、切っても切りはなせない存在となりつつある「薬学」を通し、「人類の福祉」「学術の深化」「東西の融和」に貢献すること。都築総合学園創設者の言葉である「個性をのばし、自信をつけさせ、社会に送り出したい。」に示される『個性の伸展による人生練磨』を建学の精神としている。

## 沿革
- 2003年（平成15年）11月 - 学校法人東京インターナショナル学園（後に学校法人都築インターナショナル学園）が設置認可を受ける。薬学部として健康薬学科、漢方薬学科、医療薬学科を設置。
- 2004年（平成16年）
  - 4月 - 開学。図書館および薬用植物園開設。研究宿泊棟完成。
  - 8月 - 6号館研究実習棟（地上12階）完成。
  - 10月 - 中央機器室、模擬薬局開設。
- 2005年（平成17年）
  - 4月 - 食堂厚生棟完成、動物実験棟完成。
  - 12月 - 中国医薬大学と学術交流に関する協定を締結。
- 2006年（平成18年）3月 - テニスコート、温室、危険物倉庫を設置。6年制へ年限延長認可。
- 2007年（平成19年）
  - 2月 - 中国医薬大学内に「都築伝統薬物研究センター」を開設。
  - 4月 - 新講義棟（7号館）完成。CBTルーム、漢方資料室、質問ルームを設置。
  - 12月 - 6号館研究実習棟5階にOSCE対応型多目的実習室を設置。
- 2009年（平成21年）
  - 1月 - 運営法人である学校法人都築インターナショナル学園が学校法人都築学園と合併。
  - 4月 - 統合医療教育センター（現：臨床薬学部門）を開設。
- 2010年（平成22年）
  - 4月 - キャリア推進センターを開設。
- 2011年（平成23年）4月 - 東京都文京区に東京お茶の水キャンパスを開設し、定員90名の医療ビジネス薬科学科（4年制）を設置[2]。従前の健康薬学科・漢方薬学科・医療薬学科は、定員260名の薬学科（6年制）へと統合・改組。
- 2012年（平成24年）4月 - 教養教育センター（現：教養・基礎薬学部門）を開設、学生相談室を設置。
- 2013年（平成25年）4月 - 薬学教育推進センター（現：一般薬学部門）を開設。さいたまキャンパスに医療ビジネス薬科学科スポーツ薬学コース設置。ランニングコース完成。
- 2016年（平成28年）4月 ｰ 社会人向け職業実践力育成プログラム(BP)、「漢方アロマコース」開講。
- 2020年（令和2年）4月 - 大学院薬学研究科薬学専攻（博士課程）を開設。
- 2021年（令和3年）4月 - さいたまキャンパスに医療ビジネス薬科学科 栄養薬学コース設置。
  - 9月 ｰ 社会人向け「漢方アロマ・プレミアムコース」開講。
- 2023年（令和5年）4月 - お茶の水キャンパスに医療ビジネス薬科学科 韓国薬学コース設置。
- 2024年（令和6年）4月 - 中学・高校「理科」教職課程　開設。
- 2024年（令和6年）11月 - 「薬学部 医療ビジネス薬科学科」から「薬科学部 医療ビジネス薬科学科」へと学部改組。

## 大学データ

### 所在地
- さいたまキャンパス（埼玉県北足立郡）
- お茶の水キャンパス（東京都文京区）

### 運営母体
学校法人都築学園

### 学長
- 福井次矢（2025年4月～　）
  - 京都大学医学部卒業、ハーバード大学公衆衛生大学院修了。京都大学名誉教授。
  - （前）聖路加国際病院病院長。（前）聖路加国際大学理事長・学長。
- 都築 稔（前学長　～2025年3月）
  - 博士（農学）。東京大学農学部農芸化学科卒業、東京大学大学院農学生命科学研究科応用生命化学専攻博士課程修了。
  - 教授、生命分子薬学分野所属。担当講義は「生化学」。
- 丁宗鉄（元学長　～2023年3月）
  - 医学博士。横浜市立大学医学部卒業。同大学大学院医学研究科修了。
  - 漢方専門医・指導医。百済診療所院長。

### 教職員
- 石川泰弘 - 特任教授
  - 博士（運動学）。株式会社ツムラ、バスクリン株式会社を経て、入浴・睡眠に関する多数の書籍を出版。
  - メディアに出演する際は「お風呂博士」。運動生理学、入浴、睡眠のリカバリーを研究。

## 学部・学科
薬学部
- 薬学科（６年制）
  - 健康薬学コース・・・医薬品による疾病の治療のみならず、疾病の予防、健康増進、生活環境保全まで視野に入れた教育・研究を基盤として、地域医療やセルフメディケーションに貢献できる薬剤師を育成します。
  - 漢方薬学コース・・・未だ病ならざる病“未病”、そして病気を予防し、治療する “予防医学”こそが、これからの医療に求められています。 そのため、西洋医学と漢方医学の知識・手法を兼ね備え、両者を自由に使い分けることのできる薬剤師 を育成します。
  - 医療薬学コース・・・医療現場や社 会で活躍できる実践的な薬剤師になるために、幅広い専 門知識と医療人としての心を学びます。

薬科学部
- 医療ビジネス薬科学科（４年制）
  - スポーツ薬学コース・・・コンディショニング実習やスポーツ実習を通じて故障予防や多 様なスポーツの価値を理解し、スポーツ科学、スポーツ栄養学、トレーニング学、アンチ・ ドーピングなどを学ぶことで、アスリートのアンチ・ドーピングや健康管理に関する専門家を目指します。
  - 栄養薬学コース・・・予防医療への関心の高まりや産学官連携によるSDGsの目標達成を 踏まえ、個人の生活の質の向上だけではなく、疾病予防と健康増進により、化粧品、ヘ ルスケア領域で活躍できる人材の育成を目指しています。
  - ビジネス薬学コース・・・急成長するヘルスケアビジネス界で、薬学・健康・財務会計・経営戦略に精通した人材の育成を目指しています。
  - 情報薬学コース・・・病院・福祉施設・ヘルスケア関連分野などの医療・健康関連産業において情報活用・ 経営企画の中核を担う人材を育成します。将来的に薬の専門知識を用いて医療の質や経営状況の分析ができる医療現場の経営リーダーやチーム医療の基幹になり得る人材の育成を目的としています。　
  - 韓国薬学コース・・・韓医学（ 韓国の伝統医学 ）や韓国の薬草療法、韓国の食養生が大学で学べる日 本で唯一のコースです。韓国独自の疾病予防、生活の質（QOL）の向上や、人々の 健康増進に寄与することを目的としています。

## 大学院
- 薬学研究科
  - 薬学専攻・博士課程（4年制）
    - 入学定員：3名（計12名）

## 施設

### さいたまキャンパス
- 講義棟1～3
- 動物実験棟
- 木村孟淳記念 漢方資料館
- 臨床薬学教育部門
- 図書館
- 薬用植物園
- 研修宿泊棟
- 研究実習棟
- 食堂厚生棟
- 体育館
- テニスコート
- グラウンド
- 学生寮
- 仮設弓道場
- ランニングコース（DASHの森）

### お茶の水キャンパス
- 1号館
- 2号館
- 3号館

### セミナーハウス
- 都築学園グループセミナーハウス「かるいざわグリーンヴィラ」

旧防衛庁共済組合軽井沢保養所を取得・改装され設置された。都築学園グループ所属校のイベントなどで使用される。

## 教育
- 西洋医学と東洋医学を融合した『統合医療の実現』を教育理念として掲げている。
- 疾病を未然に防ぐことを目的とした健康薬学、統合医療の基幹ともなる漢方薬学に力を注いでいる。特に漢方薬学はこの大学の柱ともいえる存在である。
- 平成20年（2008年）までは、他の大学の有名講師を非常勤講師として招き一科目ごとに一任していた。平成21年（2009年）以降は学生の理解度などへの配慮や他の教科（化学なら理論化学、有機薬化学、化学入門等）との繋がりを意識した講義を行うため、この大学に籍を置く教授らが統括して担当するようになった。
- 総合大学と異なり、選択科目が非常に少なく、受講するカリキュラムがほぼ固定されており、自由度が非常に低い（これは他の多くの薬科大学にも当てはまる）。また、各学年で、単位による進級関門が設けられているが、一度選択した科目は基本的に変更出来ず、その単位が取得出来ない場合、他の同一分野の科目で補うと言った代替手段を用いることが出来ない。
- 「薬剤師は医療人である」ことを大原則として自身の健康にも注目し、大学内及びキャンパス周辺は禁煙である。また、医療人として「タバコを吸わない・吸わせない薬剤師」育成に力を入れている。

## 分野（研究室）・部門
さいたまキャンパス
- 有機医薬品化学分野
- 衛生薬学分野
- 生命医療薬学分野
- 漢方薬学分野
- 臨床薬剤学分野
- 生命科学薬学分野
- 分子機能科学分野
- 臨床薬学分野
- 実践薬学分野
- 教養・基礎薬学部門
- 社会薬学部門
- データサイエンスセンター
- 遺伝子ドーピング対策研究室

## 資格取得

### 卒業することにより得られる資格
- 薬剤師国家試験受験資格（薬学科）
- 診療情報管理士試験受験資格（医療ビジネス薬科学科）

### 在学中に得られる資格
- 甲種危険物取扱者試験受験資格（薬学科、医療ビジネス薬科学科）
- NR・サプリメントアドバイザー（旧名栄養情報担当者：NR）認定試験受験資格（薬学科　健康薬学コース）
- 登録販売者（薬学科、医療ビジネス薬科学科）
- 中・高等学校「保健体育」教員免許（医療ビジネス薬科学科）
- 中・高等学校「理科」教員免許（医療ビジネス薬科学科）
- 医療経営士（医療ビジネス薬科学科）

## 交通

### さいたまキャンパス
- 埼玉新都市交通伊奈線志久駅から徒歩約5分。
- けんちゃんバス「日本薬科大学前」下車。
- JR東日本宇都宮線蓮田駅、高崎線上尾駅、川越駅からスクールバスが朝と昼に発車している（約15分）。

### お茶の水キャンパス
- 湯島駅（東京メトロ千代田線）から徒歩2分。

## 対外関係

### 大学間連携
- 女子栄養大学（平成30年度に大学間連携協定を締結）

### 病院連携協定
- 医療法人社団大坪会東都文京病院

### 海外学術提携
- デュケイン大学（アメリカ合衆国）
- ハワイ大学ヒロ校（アメリカ合衆国）
- 天津中医薬大学（中華人民共和国）
- 吉林大学珠海学院（中華人民共和国）
- 山西医科大学（中華人民共和国）
- 中国医薬大学（台湾）
- 台北医科大学栄養学部（台湾）
- 陽明大学（台湾）
- 亜洲大学（台湾）
- 国立中山大学（台湾）
- 嘉南薬理大学（台湾）
- 慈済大学（台湾）
- 康寧大学 （台湾）
- 高雄医学大学（台湾）
- 国家中医薬研究所（台湾）
- 台中慈済病院（台湾）
- 台北中医師学会（台湾）
- 南英高級商工職業学校（台湾）
- 金甌女子高級中学（台湾）
- 治平高級中等学校（台湾）
- 啟英高級中等学校（台湾）
- 正德高級中等学校（台湾）
- 慶熙大学校（大韓民国）
- 圓光大学校（大韓民国）
- モンゴル文化教育大学（モンゴル国）
- モンゴル人文大学（モンゴル国）
- ハノイ薬科大学（ベトナム）
- コンケン大学（タイ王国）
- チュラロンコン大学（タイ王国）
- マヒドン大学（タイ王国）
- シラパコーン大学（タイ王国）
- UCSI大学[3]（マレーシア）
- SEGi大学（マレーシア）
- マレーシア科学大学（マレーシア）
- バンドン工科大学（インドネシア）
- ジョモ・ケニヤッタ農工大学（ケニア）
- JSS高等教育研究学院（インド）
- グリフィス大学（オーストラリア）
- フィリピン大学（フィリピン）
- カラブリア大学（イタリア）

### 地方自治体等
- 伊奈町（平成26年度に協定締結）
- いきいき埼玉（平成26年度に協定を締結）
- 桶川市（平成28年度に協定締結）
- 上尾市（同上）
- 蓮田市（同上）
- 秩父市（同上）
- 横瀬町（同上）
- 皆野町（同上）
- 長瀞町（同上）
- 小鹿野町（同上）
- 文京区（平成29年度に協定締結）
- 鴻巣市（同上）
- 埼玉県信用金庫（同上）
- さいしんコラボ産学官（同上）
- 全国健康保険協会（協会けんぽ）埼玉支部[4]（令和元年度に協定を締結）
- 埼玉県県営競技事務所（同上）
- 一般社団法人日本競輪選手会埼玉県支部（同上）
- 春日部市（令和2年度に協定締結）
- 入間市（令和3年度に協定締結）
- 宮代町（同上）
- 戸田市（同上）
- 三芳町（同上）
- 加須市（同上）
- 八潮市（同上）
- 埼玉県行政書士会（同上）
- 一般社団法人日本化粧品検定協会（同上）
- 美里町（令和4年度に協定締結）
- 神川町（同上）
- 上里町（同上）
- 埼玉県教育委員会（同上）
- さいたま市教育委員会（同上）
- 埼玉県雇用対策協議会（令和5年度に協定締結）
- 富士見市（同上）
- 東松山市（同上）
- 茨城県五霞町（同上）
- 本庄市（同上）
- 長野県須坂市（令和6年度に協定締結）
- 草加市（同上）
- 秩父樹液生産協同組合
- 秩父百年の森

### プロスポーツ
- さいたまブロンコス - 伊奈町との3者間連携協定
- エヌ・ティ・ティ・スポーツコミュニティ（大宮アルディージャ）（令和4年度に協定締結）
- パナソニックスポーツ株式会社（埼玉パナソニックワイルドナイツ）（令和５年度に協定締結）
- T.T彩たま株式会社（T.T彩たま）（令和６年度に協定締結）
- 羽田ヴィッキーズ女子バスケットボールクラブ（羽田ヴィッキーズ）（令和６年度に協定締結）

### 企業
- FARMACY’S GINZA - 銀座農園(株)との共同事業。野菜と漢方のドリンクスタンド。
- 麺屋武蔵 - 同社社長が伊奈町出身である縁で、日本薬科大学の漢方ノウハウを取り入れた期間限定ラーメンを開発・提供している[5]。
- 北西酒蔵 - 麹菌を使った「甘こうじ」(甘酒)や「麹にこだわった純米酒」を共同開発。
- 井上スパイス工業 - 「甘こうじ」を使用した「糀カレー」を共同開発。
- あめ細工 吉原 - 「コハゼ（学名「ナツハゼ」）」を使用した飴を共同開発。第1弾「こはぜ 飴」第2弾「夏櫨（なつはぜ）の想ひで」 を発売。
- フジパン - 【第一弾】ガールズケイリン選手と共同で麹を使用した「スナックサンド（タマゴサラダ〜塩麹〜）」「スナックサンド（バナナ＆ホイップ〜甘麹〜）」を期間限定で発売。【第二弾】渋沢栄一が生まれた深谷市×深谷商業高校×東都大、晩年を過ごした東京都北区×順天高校×日本薬科大で、渋沢栄一をイメージしたパンを2種類を期間限定で発売。【第三弾】糀とチョコレートを使用した「糀ミルク蒸し～チョコホイップ～」を期間限定で発売。【第四弾】秋田県立大曲農業高校と地元の花火で有名な大仙市を始め、秋田県を盛り上げるため、１年をかけて、秋田名産の素材である「比内地鶏」を使用した商品を共同開発。「比内地鶏の親子丼味」[6] を期間限定で販売。
- Gallery Ginza FARMACYS
- 東日本電信電話埼玉西支店
- セキ薬品
- 東武レジャー企画
- コロンバン - 加須市特産品を使った洋菓子「かぞごころ」を発売。
- きーCurry - 八潮市の特産野菜「小松菜」を使った「八潮かりぃ」を発売。
- 清水園・田中製茶園・千歳園・法師園 - 入間市×NTT東日本×日本薬科大×入間市にある茶農家4軒で、4種類の狭山茶フレーバーティーを発売。
- モンテール　-八潮市×埼玉県立八潮高等学校×日本薬科大学×埼玉県立大学でコラボしてスイーツ開発「とまとのデザートワッフル」を発売。
- ベルク　-戸田市×ボートレース戸田・ボートレーサー×日本薬科大学でコラボして薬膳カレー「チキンと彩り野菜の薬膳カレー」「ビーフとたっぷり玉ねぎの薬膳カレー」を開発。期間限定で販売。
- ダイアナ　-レストラン「Shiny Owl」表参道店にて日本薬科大学が監修して作られた暑さで夏バテする時期にぴったりの夏の新コースメニュー「南風」を発売。
- しょうがのむし、さいたまヨーロッパ野菜研究会　-さいたま市教育委員会と共同で、さいたま市の中高生の生徒が中心となり開発した、さまざまな栄養素が詰まったプロスポーツ応援型の健康飲料「目覚めるカラダ！！」を開発。
- 武蔵野銀行、カフェパン屋「魔女のコッペンパ」　-見沼田んぼ産小麦を活用して行う6次産業を目的に魔女のコッペンパと共同で焼き菓子「魔女界セット」「人間界セット」を開発。むさしの未来パートナーズのクラウドファンディング「IBUSHGIN」にて返礼品とした。
- アイル・コーポレーション株式会社　-鴻巣市にぎわい交流館『こうのす』 のカフェにて提供します食事メニューを共同開発。
- 社会福祉法人元気村グループ・井上スパイス工業・オリエンタルフーズ - 関東福祉専門学校の留学生などの意見を取り入れて、元気餃子「カレー餃子」を開発。
- 戸田乳業・TAP&SAP・秩父小売酒販組合・長野県製薬・秩父樹液生産共同組合 - キハダの苦味を生かしたビール味のノンアルコール清涼飲料水「BITTER YELLOW（ビターイエロー）を開発。
- 和新トレーディング　-八潮市の商業施設「八潮スタン」内にあるレストラン「シディーク」にて提供するハラールカレーを開発。八潮産の小松菜やパキスタン産マンゴーを使用したカレー。
- Kampo lab - 「薬膳カレー」を販売。
- ゴーゴーカレーグループ・西武園競輪・日本競輪選手会埼玉支部　- 競輪選手と本学の漢方研究部の学生が監修して、オールスターGO！GO！カレーを開発。西武園競輪で行わなれる第66回オールスター競輪にて販売。
- 北本森林セラピー　-北本森林セラピーtea　〜北本産クワ葉使用〜
- 王将フードサービス　-東松山市・松山高校・松山女子高校と共同　とろみ餡の熱々スープ「野菜旨煮そば」
- アイル・コーポレーション　-鴻巣市・女子栄養大学と共同　鴻巣市にぎわい交流館「にこのす新メニュー2024」
- 昭和西川　-本庄市・本庄市にある6校の高校(埼玉県立児玉高等学校・埼玉県立本庄高等学校・私立本庄第一高等学校・埼玉県立本庄特別支援学校・私立本庄東高等学校・私立早稲田大学本庄高等学院)と共同　「我流まくら　フリクル」
- ごかみらいLab、蒸留所PLOW(ﾌﾟﾗｳ)　-地元のユズや蜂蜜などを使ったクラフトジン「HANABI Gin」[7] を開発した。学生が漢方薬学の知見を生かして材料選びなどに携わり、若い女性が好む風味に仕上げた。地域の新たな名物として、ふるさと納税の返礼品とされ、道の駅などで販売される。
- 川越開運堂　-卓球Ｔリーグの新シーズン開幕にあわせて、県内のプロチームＴ．Ｔ彩たまを盛り上げようと、さいたま市立浦和南高校の卓球部の高校生たちが大学や企業などと共同で「応援スイーツ」を開発した。
- つばさの森、モンテール　-草加市、社会福祉法人草加市社会福祉事業団、株式会社モンテール（埼玉県八潮市）、獨協大学（埼玉県草加市）と草加市にある障害福祉サービス事業所「つばさの森」が製造・販売する新商品を共同開発。「シャキっとりんごの小松菜パウンドケーキ」と「ゴロっとさつまいもの小松菜パウンドケーキ」の2品を、2024年11月に開催された草加ふささら祭りから販売を開始。本学の学生が味や風味、栄養などの意見を呈し、獨協大学の学生がパッケージデザインを提案して完成した焼き菓子。
- なとり　　-成立学園高等学校の探究クラスの高校生がチーズおやつを考案。企画開発部門の方や本学の学生がアドバイスをして新製品 「チープリテイン」 を共同開発。
- モスフードサービス　　-モスフードサービス と板橋区、日本薬科大学との産官学のコラボレーションにより誕生。本学の学生は商品や販売促進ツールについての意見を出し合い完成した。「金沢カレーカツバーガー」 を期間限定で販売。

### 高等学校（国内）
- 浦和学院高等学校
- 埼玉県立熊谷高等学校
- 埼玉県立熊谷西高等学校
- 埼玉県立本庄高等学校
- 埼玉県立熊谷女子高等学校
- 埼玉県立伊奈学園総合高等学校
- 大妻嵐山中学校・高等学校
- 埼玉県立川越女子高等学校
- 埼玉県立小川高等学校
- 順天中学校・高等学校
- 埼玉県立常盤高等学校
- 埼玉県立松山女子高等学校
- 武蔵越生高等学校
- 茗溪学園中学校・高等学校
- 成女高等学校
- 埼玉栄高等学校
- 山村国際高等学校
- 川口市立 川口市立高等学校
- 昌平高等学校
- 埼玉県立越谷南高等学校
- 和歌山県立和歌山北高等学校
- 我孫子二階堂高等学校
- 国立音楽大学附属高等学校
- カリタス女子中学高等学校
- 成立学園中学・高等学校
- 清和学園高等学校
- 埼玉県立大宮東高等学校
- 大東文化大学第一高等学校
- 埼玉県立松山高等学校
- 桜丘中学・高等学校
- 本庄第一高等学校
- 国際学院中学校高等学校

### 日本語学校（国内）
- 友ランゲージアカデミー（東京都新宿区）
- 友ランゲージアカデミー 札幌校（北海道札幌市）
- 友国際文化学院（東京都新宿区）